# Diego Martínez Penas
Diego Martínez Penas (Vigo, 16 de diciembre de 1980) es un entrenador de fútbol español. Actualmente está sin club.

## Trayectoria

### Inicios
Vigués de nacimiento, jugó nueve años en las categorías inferiores del Celta de Vigo hasta que se marchó al Cádiz C. F. donde durante un tiempo compaginó los estudios con el fútbol. A los veinte años entendió que nunca sería una figura y que lo mejor era centrarse en su formación como entrenador, donde intuía que se abría un futuro más esperanzador para él. 
Estudió en la Universidad de Granada Ciencias de la Actividad Física y el Deporte (2001-2006). Durante la universidad tuvo sus primeras experiencias como entrenador tanto con el Imperio Albolote como con el Arenas de Armilla. Entre 2007 y 2009 entrenó al Motril C. F. con el que consiguió dos récords históricos para el club: la máxima puntuación y el mayor número de partidos sin perder. Además, se quedó a las puertas de ascenderlo a Segunda División B. Estos buenos resultados llamaron la atención de Monchi, director deportivo del Sevilla F. C.. 

### Sevilla F. C.
Llegó en 2009 al Sevilla dentro del área de metodología, llevando la parcela de tecnificación, para después pasar al banquillo, entrenando al Sevilla C y al División Honor, con los que consiguió una Copa de Campeones juvenil en Lepe en 2012.
Al mismo tiempo trabajó con la primera plantilla del Sevilla, primero con Marcelino García Toral, siguió con Míchel González y más tarde con Unai Emery. Como auxiliar de este último consiguió la Europa League. Emery tiene palabras de elogio hacia él:

"Ha hecho un gran trabajo y es un excelente entrenador. Vino con Carcedo, que es el segundo que le acompaña desde hace años, pero han formado un excelente grupo de trabajo con la gente del club. Es otra de las claves de la temporada".

Tras dos temporadas en el cargo de auxiliar técnico, llegó a la primera plantilla como el sustituto de Javi Navarro. 

### Sevilla Atlético
En 2014 se hizo cargo del Sevilla Atlético tras la marcha de Ramón Tejada del club, lo que supone un nuevo reto ilusionante para el entrenador gallego. Esa primera temporada salvó al equipo y lo mantuvo en Segunda B. Al año siguiente consiguió el ascenso, siendo el único filial que juega en la división de plata del fútbol español.

### C. A. Osasuna
El 14 de junio de 2017 se anunció su fichaje por el Club Atlético Osasuna para las dos próximas temporadas. No obstante, se desvinculó del club rojillo tras una sola temporada, tras no poder clasificar al conjunto navarro para la promoción de ascenso.

### Granada C. F.
Tras dejar el Osasuna, firmó por el Granada Club de Fútbol. En la temporada 2018-19, consiguió el ascenso a la Primera División de España 2019-20 después de empatar 1-1 contra el R. C. D. Mallorca en la 41.ª jornada, resultado que, unido a la victoria del Málaga C. F. sobre el Albacete, certificaba la segunda posición y la plaza directa de ascenso a Primera División. El buen trabajo de la temporada y el éxito del ascenso le valieron para conseguir el Trofeo Miguel Muñoz.
El 13 de noviembre de 2019, tras completar un brillante inicio de temporada, renovó su contrato con el club por un año adicional. Su temporada de debut con el Granada en la élite del fútbol español reivindicó sus habilidades como entrenador. El equipo nazarí, uno de los de menor presupuesto de la liga, acabó la temporada clasificándose para la UEFA Europa League tras la vuelta al fútbol por la pandemia de COVID-19. Un logro histórico para el club debido a que era la primera vez en la historia que el Granada se clasificaba para competiciones europeas. Además, logró alcanzar las semifinales de la Copa del Rey, donde fue apeado por el Athletic Club por la regla del gol de visitante. 
En la temporada 2020-21, después de pasar las tres eliminatorias previas de la Europa League, su equipo consigue la segunda plaza del grupo, por detrás del PSV, y se clasifica a los dieciseisavos de final. En la primera vuelta de la Liga, el Granada mejoraría los puntos de la campaña anterior, consiguiendo 28 puntos en 19 jornadas. En febrero de 2021 el Granada de Diego Martínez accedía a los octavos de final de la Europa League tras eliminar al Napoli de Gattuso por cómputo de goles. Ese mismo mes caía eliminado en los cuartos de final de la Copa del Rey ante el F. C Barcelona en un partido que empezó ganando el Granada 2-0, pero que acabó en la prórroga con un resultado final de 3-5. En el mes de marzo, el Granada C. F. sellaba su pase a los cuartos de final de la Europa League tras vencer al Molde FK con un resultado global de eliminatoria de 3-2. Finalmente, la aventura europea del Granada C. F. en la Europa League finalizaría tras caer derrotado contra el Manchester United en los cuartos de final por un resultado global de 4-0. Se despedía el equipo nazarí de esta fantasía en 'el teatro de los sueños' de Old Trafford.
El 27 de mayo de 2021, se anunció que no continuaría en el banquillo la próxima temporada y completaba así su tercera campaña, donde alcanzó los cuartos de final de la Copa del Rey y de la Europa League y la novena posición de la tabla en la Liga, sin haber estado ni una jornada en puestos de descenso. Un final más que digno para recordar la 'era Diego Martínez'.

### R. C. D. Espanyol
El 31 de mayo de 2022, tras un año sin entrenar a ningún equipo, se anunció su fichaje como entrenador para el R. C. D. Espanyol para la temporada 2022-2023. A pesar de que llegó hasta octavos de final de la Copa del Rey, donde fue eliminado por el Athletic Club; los resultados en la Liga no fueron satisfactorios, manteniendo al equipo blanquiazul en la parte inferior de la clasificación. El 3 de abril de 2023, fue destituido tras perder por 2 a 1 frente al Girona F. C., un rival directo en la lucha por la permanencia, y encajar su cuarta derrota consecutiva, siendo sustituido por Luis García Fernández.

### Olympiakos F. C.
El 20 de junio de 2023, fue confirmado como nuevo técnico del Olympiakos Fútbol Club. Comenzada la nueva temporada, no cosechó buenos resultados en el banquillo, confirmándose su destitución 5 de diciembre de ese año.

### U. D. Las Palmas
El 8 de octubre de 2024, fue anunciado como entrenador de la Unión Deportiva Las Palmas, reemplazando a Luis Carrión, y firmó un contrato hasta junio de 2025 con una cláusula de prórroga obligatoria por otro año adicional en caso de conseguir la permanencia. No consiguió el objetivo y el 5 de junio de 2025 su contrato se dio por finalizado.

## Estadísticas como entrenador
| Equipo                     | Div.                | Temporada           | Liga  | Liga | Liga | Liga | Liga |       | Copa | Copa | Copa | Copa  |    | Internacional | Internacional | Internacional | Internacional | Internacional |   | Otros | Otros | Otros | Otros |     | Totales     | Totales | Totales | Totales | Totales | Totales | Totales | Totales |
| Equipo                     | Div.                | Temporada           | Part. | G    | E    | P    | Pos. | Part. | G    | E    | P    | Part. | G  | E             | P             | Pos.          | Part.         | G             | E | P     | Part. | G     | E     | P   | Rendimiento | GF      | GC      | Dif.    |         |         |         |         |
| -------------------------- | ------------------- | ------------------- | ----- | ---- | ---- | ---- | ---- | ----- | ---- | ---- | ---- | ----- | -- | ------------- | ------------- | ------------- | ------------- | ------------- | - | ----- | ----- | ----- | ----- | --- | ----------- | ------- | ------- | ------- | ------- | ------- | ------- | ------- |
| Arenas de Armilla · España | 3.ª                 | 2006-07             | 38    | 20   | 6    | 12   | 5.º  | -     | -    | -    | -    | -     | -  | -             | -             | -             | -             | -             | - | -     | 38    | 20    | 6     | 12  | 57.89%      | 56      | 26      | +30     |         |         |         |         |
| Arenas de Armilla · España | Total               | Total               | 38    | 20   | 6    | 12   | -    | -     | -    | -    | -    | -     | -  | -             | -             | -             | -             | -             | - | -     | 38    | 20    | 6     | 12  | 57.89%      | 56      | 26      | +30     |         |         |         |         |
| Motril · España            | 3.ª                 | 2007-08             | 40    | 17   | 7    | 16   | 9.º  | -     | -    | -    | -    | -     | -  | -             | -             | -             | -             | -             | - | -     | 40    | 17    | 7     | 16  | 48.33%      | 59      | 61      | -2      |         |         |         |         |
| Motril · España            | 3.ª                 | 2008-09             | 38    | 22   | 12   | 4    | 3.º  | -     | -    | -    | -    | -     | -  | -             | -             | -             | 2             | 0             | 1 | 1     | 40    | 22    | 13    | 5   | 65.83%      | 75      | 42      | +33     |         |         |         |         |
| Motril · España            | Total               | Total               | 78    | 39   | 19   | 20   | -    | -     | -    | -    | -    | -     | -  | -             | -             | -             | 2             | 0             | 1 | 1     | 80    | 39    | 20    | 21  | 57.08%      | 134     | 103     | +31     |         |         |         |         |
| Sevilla "C" · España       | 3.ª                 | 2010-11             | 38    | 12   | 15   | 11   | 9.º  | -     | -    | -    | -    | -     | -  | -             | -             | -             | -             | -             | - | -     | 38    | 12    | 15    | 11  | 44.74%      | 42      | 40      | +2      |         |         |         |         |
| Sevilla "C" · España       | Total               | Total               | 38    | 12   | 15   | 11   | -    | -     | -    | -    | -    | -     | -  | -             | -             | -             | -             | -             | - | -     | 38    | 12    | 15    | 11  | 44.74%      | 42      | 40      | +2      |         |         |         |         |
| Sevilla Atlético · España  | 2.ªB                | 2014-15             | 38    | 10   | 14   | 14   | 14.º | -     | -    | -    | -    | -     | -  | -             | -             | -             | -             | -             | - | -     | 38    | 10    | 14    | 14  | 38.6%       | 33      | 34      | -1      |         |         |         |         |
| Sevilla Atlético · España  | 2.ªB                | 2015-16             | 38    | 17   | 17   | 4    | 3.º  | -     | -    | -    | -    | -     | -  | -             | -             | -             | 6             | 3             | 2 | 1     | 44    | 20    | 19    | 5   | 59.84%      | 58      | 34      | +24     |         |         |         |         |
| Sevilla Atlético · España  | 2.ª                 | 2016-17             | 42    | 13   | 14   | 15   | 13.º | -     | -    | -    | -    | -     | -  | -             | -             | -             | -             | -             | - | -     | 42    | 13    | 14    | 15  | 42.06%      | 55      | 56      | -1      |         |         |         |         |
| Sevilla Atlético · España  | Total               | Total               | 118   | 40   | 45   | 33   | -    | -     | -    | -    | -    | -     | -  | -             | -             | -             | 6             | 3             | 2 | 1     | 124   | 43    | 47    | 34  | 47.31%      | 146     | 124     | +22     |         |         |         |         |
| Osasuna · España           | 2.ª                 | 2017-18             | 42    | 16   | 16   | 10   | 8.º  | 2     | 1    | 0    | 1    | -     | -  | -             | -             | -             | -             | -             | - | -     | 44    | 17    | 16    | 11  | 50.76%      | 47      | 37      | +10     |         |         |         |         |
| Osasuna · España           | Total               | Total               | 42    | 16   | 16   | 10   | -    | 2     | 1    | 0    | 1    | -     | -  | -             | -             | -             | -             | -             | - | -     | 44    | 17    | 16    | 11  | 50.76%      | 47      | 37      | +10     |         |         |         |         |
| Granada · España           | 2.ª                 | 2018-19             | 42    | 22   | 13   | 7    | 2.º  | 1     | 0    | 0    | 1    | -     | -  | -             | -             | -             | -             | -             | - | -     | 43    | 22    | 13    | 8   | 61.24%      | 53      | 30      | +23     |         |         |         |         |
| Granada · España           | 1.ª                 | 2019-20             | 38    | 16   | 8    | 14   | 7.º  | 7     | 6    | 0    | 1    | -     | -  | -             | -             | -             | -             | -             | - | -     | 45    | 19    | 8     | 15  | 48.15%      | 66      | 53      | +13     |         |         |         |         |
| Granada · España           | 1.ª                 | 2020-21             | 38    | 13   | 7    | 18   | 9.º  | 5     | 4    | 0    | 1    | 15    | 8  | 2             | 5             | 1/4           | -             | -             | - | -     | 58    | 25    | 9     | 24  | 48.27%      | 83      | 84      | -1      |         |         |         |         |
| Granada · España           | Total               | Total               | 118   | 51   | 28   | 39   | -    | 13    | 10   | 0    | 3    | 15    | 8  | 2             | 5             | -             | -             | -             | - | -     | 146   | 69    | 30    | 47  | 54.11%      | 202     | 167     | +35     |         |         |         |         |
| Espanyol · España          | 1.ª                 | 2022-23             | 27    | 6    | 9    | 12   | Inc. | 4     | 3    | 0    | 1    | -     | -  | -             | -             | -             | -             | -             | - | -     | 31    | 9     | 9     | 13  | 38.71%      | 40      | 46      | -6      |         |         |         |         |
| Espanyol · España          | Total               | Total               | 27    | 6    | 9    | 12   | -    | 4     | 3    | 0    | 1    | -     | -  | -             | -             | -             | -             | -             | - | -     | 31    | 9     | 9     | 13  | 38.71%      | 40      | 46      | -6      |         |         |         |         |
| Olympiacos · Grecia        | 1.ª                 | 2023-24             | 13    | 9    | 2    | 2    | Inc. | -     | -    | -    | -    | 9     | 4  | 2             | 3             | Inc.          | -             | -             | - | -     | 22    | 13    | 4     | 5   | 65.15%      | 47      | 23      | +24     |         |         |         |         |
| Olympiacos · Grecia        | Total               | Total               | 13    | 9    | 2    | 2    | -    | -     | -    | -    | -    | 9     | 4  | 2             | 3             | -             | -             | -             | - | -     | 22    | 13    | 4     | 5   | 65.15%      | 47      | 23      | +24     |         |         |         |         |
| Las Palmas · España        | 1.ª                 | 2024-25             | 29    | 8    | 5    | 16   | 19.º | 3     | 2    | 0    | 1    | -     | -  | -             | -             | -             | -             | -             | - | -     | 32    | 10    | 5     | 17  | 36.46%      | 40      | 49      | -9      |         |         |         |         |
| Las Palmas · España        | Total               | Total               | 29    | 8    | 5    | 16   | -    | 3     | 2    | 0    | 1    | -     | -  | -             | -             | -             | -             | -             | - | -     | 32    | 10    | 5     | 17  | 36.46%      | 40      | 49      | -9      |         |         |         |         |
| Total en su carrera        | Total en su carrera | Total en su carrera | 506   | 204  | 147  | 155  | -    | 22    | 16   | 0    | 6    | 24    | 12 | 4             | 8             | -             | 2             | 0             | 1 | 1     | 554   | 232   | 152   | 170 | 51.03%      | 754     | 614     | +140    |         |         |         |         |
| 1. 2. 3.                   |                     |                     |       |      |      |      |      |       |      |      |      |       |    |               |               |               |               |               |   |       |       |       |       |     |             |         |         |         |         |         |         |         |

### Resumen por competiciones
| Competición                  | Partidos | Ganados | Empatados | Perdidos | %      | Resultado        |
| ---------------------------- | -------- | ------- | --------- | -------- | ------ | ---------------- |
| Tercera División de España   | 156      | 71      | 41        | 44       | 54.27% | 3.er lugar       |
| Segunda División B de España | 82       | 30      | 33        | 19       | 50%    | 3.er lugar       |
| Segunda División de España   | 127      | 51      | 44        | 32       | 51.71% | Subcampeón       |
| LaLiga                       | 131      | 43      | 28        | 60       | 39.94% | 7.º lugar        |
| Copa del Rey                 | 22       | 16      | 0         | 6        | 72.73% | Semifinales      |
| Superliga de Grecia          | 13       | 9       | 2         | 2        | 74.36% | 3.er lugar       |
| Liga Europea de la UEFA      | 24       | 12      | 4         | 8        | 55.56% | Cuartos de final |
| TOTAL                        | 554      | 232     | 152       | 170      | 51.03% | Sin Títulos      |

## Palmarés como entrenador

### Distinciones individuales
| Distinción                                        | Año     |
| ------------------------------------------------- | ------- |
| Trofeo Miguel Muñoz (Mejor entrenador de la Liga) | 2018-19 |